# Hydroporus hajeki
Hydroporus hajeki är en skalbaggsart som beskrevs av Hans Fery 2009. Hydroporus hajeki ingår i släktet Hydroporus och familjen dykare. Inga underarter finns listade i Catalogue of Life.